# Harlinger Belang en Harlinger Alternatief '97
Het Harlinger Belang en Harlinger Alternatief '97 zijn twee lokale politieke partijen uit de Friese gemeente Harlingen. De beide lokale partijen werken reeds enige jaren samen in de gemeenteraad en vallen daarom meestal ook onder één naam.  Met het uitbrengen van een gezamenlijke kandidatenlijst voor de gemeenteraadsverkiezingen van 2006 is de volgende stap gezet de samenwerking inhoud te geven. Voor het overige hebben de besturen zich laten leiden door de samenwerkingsgedachte en de kandidatenlijst daarom niet ingericht naar afkomst uit de 'bloedgroepen'. Beide partijen konden zich herkennen in de tegenwoordige lijst.
De kandidaten komen uit de verschillende delen van de gemeente en ook de beide dorpen (Midlum en Wijnaldum) zijn goed vertegenwoordigd.
Op 8 maart 2006 stond Harlinger Belang en Harlinger Alternatief '97 op drie zetels in de gemeenteraad. Na de gemeenteraadsverkiezingen van 2010 stond de partij op twee zetels in de raad.